# San Miguel Amazcala
San Miguel Amazcala är en ort i Mexiko.   Den ligger i kommunen El Marqués och delstaten Querétaro Arteaga, i den centrala delen av landet, 190 km nordväst om huvudstaden Mexico City. San Miguel Amazcala ligger 1 985 meter över havet och antalet invånare är 1 157.
Terrängen runt San Miguel Amazcala är kuperad åt nordost, men åt sydväst är den platt. Terrängen runt San Miguel Amazcala sluttar söderut. Runt San Miguel Amazcala är det ganska tätbefolkat, med 67 invånare per kvadratkilometer. Närmaste större samhälle är Amazcala, 6,1 km sydväst om San Miguel Amazcala. Trakten runt San Miguel Amazcala består i huvudsak av gräsmarker.